# Соловьёв, Игорь Александрович
Игорь Александрович Соловьёв (1965—1983) — рядовой Вооружённых Сил СССР, участник войны в Афганистане, погиб при исполнении служебных обязанностей, кавалер ордена Красной Звезды (посмертно).

## Биография
Игорь Александрович Соловьёв родился 28 января 1965 года в городе Лепеле Витебской области Белорусской Советской Социалистической Республики. В 1982 году окончил среднюю школу № 2 в родном городе, после чего трудился на Лепельском экскаваторо-ремонтном заводе.
29 марта 1983 года Соловьёв был призван на службу в Вооружённые Силы СССР Лепельским районным военным комиссариатом. Первоначально служил в частях, дислоцировавшихся в Казахской ССР. В июле 1983 года для дальнейшего прохождения службы он был направлен в состав ограниченного контингента советских войск в Демократическую Республику Афганистан. Участвовал в боевых действиях против вооружённых формирований моджахедов, будучи разведчиком разведывательной роты 149-го мотострелкового полка, дислоцировавшегося в городе Кундузе.
28 сентября 1983 года в ходе боя у населённого пункта Талукан в афганской провинции Тахар рядовой Соловьёв был тяжело ранен и вскоре скончался от полученных ран. В этот день его подразделение выполняло задачу по организации засады на диверсионную группу моджахедов. Соловьёв, обойдя врага с фланга, открыл по нему огонь, перекрыв таким образом противнику пути к отступлению.
Похоронен на городском кладбище в городе Лепеле Витебской области Белоруссии.
Указом Президиума Верховного Совета СССР рядовой Игорь Александрович Соловьёв посмертно был удостоен ордена Красной Звезды.

## Память
- В честь Соловьёва названа улица в городе Лепеле[2].